# Songeson
Songeson és un municipi francès situat al departament del Jura i a la regió de Borgonya - Franc Comtat. L'any 2007 tenia 71 habitants.

## Demografia

### Població
El 2007 la població de fet de Songeson era de 71 persones. Hi havia 32 famílies de les quals 8 eren unipersonals (8 homes vivint sols), 20 parelles sense fills i 4 parelles amb fills.
La població ha evolucionat segons el següent gràfic:
Habitants censats

### Habitatges
El 2007 hi havia 54 habitatges, 32 eren l'habitatge principal de la família, 20 eren segones residències i 2 estaven desocupats. 51 eren cases i 3 eren apartaments. Dels 32 habitatges principals, 25 estaven ocupats pels seus propietaris i 7 estaven llogats i ocupats pels llogaters; 1 tenia dues cambres, 5 en tenien tres, 9 en tenien quatre i 17 en tenien cinc o més. 24 habitatges disposaven pel capbaix d'una plaça de pàrquing. A 18 habitatges hi havia un automòbil i a 11 n'hi havia dos o més.

### Piràmide de població
La piràmide de població per edats i sexe el 2009 era:
| Homes | Edats   | Dones |
| ----- | ------- | ----- |
| 0     | 95 o +  | 0     |
| 0     | 90 a 94 | 0     |
| 0     | 85 a 89 | 4     |
| 0     | 80 a 84 | 0     |
| 4     | 75 a 79 | 0     |
| 4     | 70 a 74 | 0     |
| 8     | 65 a 69 | 4     |
| 0     | 60 a 64 | 4     |
| 0     | 55 a 59 | 0     |
| 0     | 50 a 54 | 0     |
| 4     | 45 a 49 | 4     |
| 0     | 40 a 44 | 0     |
| 0     | 35 a 39 | 0     |
| 4     | 30 a 34 | 0     |
| 0     | 25 a 29 | 4     |
| 4     | 20 a 24 | 4     |
| 0     | 15 a 19 | 0     |
| 0     | 10 a 14 | 0     |
| 0     | 5 a 9   | 0     |
| 4     | 0 a 4   | 0     |

## Economia
El 2007 la població en edat de treballar era de 39 persones, 32 eren actives i 7 eren inactives. De les 32 persones actives 28 estaven ocupades (19 homes i 9 dones) i 4 estaven aturades (2 homes i 2 dones). De les 7 persones inactives 2 estaven jubilades, 1 estava estudiant i 4 estaven classificades com a «altres inactius».
Activitats econòmiques
Dels 4 establiments que hi havia el 2007, 1 era d'una empresa financera, 2 d'empreses de serveis i 1 d'una entitat de l'administració pública.
L'any 2000 a Songeson hi havia 5 explotacions agrícoles.

## Poblacions més properes
El següent diagrama mostra les poblacions més properes.